# Estación Lastarria
Lastarria fue una estación ferroviaria ubicada en la comuna chilena de Gorbea, en la Región de la Araucanía, siendo parte del Longitudinal Sur. Actualmente no posee servicios que se detengan en ella.

## Historia
El mandato de la construcción del ferrocarril entre Pitrufquén y Antilhue fue comandado en 1888; sin embargo debido a que la empresa encomendada no pudo desarrollar las obras, en 1899 el Estado hizo estudios para la construcción de este tramo del longitudinal Sur. Se decidió que el trabajo se realizaría entre los tramos Pitrufquén-Loncoche y Loncoche-Antilhue. Los trabajos comenzaron en ambas secciones el 10 de octubre de 1899. El 15 de marzo de 1905 se terminaron las obras del ramal, excepto un túnel. El 28 de marzo de 1906 se entrega para la explotación provisoria el tramo de ferrocarril entre Pitrufquén y Antilhue; y el ferrocarril —incluyendo esta estación— se inaugura el 11 de marzo de 1907.
La estación dejó de tener servicios de pasajeros, actualmente su edificio principal es usado como residencia privada.

## Etimología
El nombre de la estación fue otorgado en honor a Victorino Aurelio Lastarria, uno de los ingenieros de mayor trayectoria ferroviaria durante el siglo XIX.